# Государственный совет Греции
Государственный Совет (греч. Συμβούλιο της Επικρατείας) — одновременно административный орган и Верховный административный суд Греции. Таким образом, его роль двойственна. Государственный совет Греции — член Ассоциации Государственных советов и Верховных судов административной юрисдикции Европейского Союза, а также Международной ассоциации Верховных судов административной юрисдикции. Государственный Совет размещается в здании Арсакиона в центре Афин.

## Состав
Государственный Совет возглавляет его председатель, который избирается из числа членов Совета от Кабинета министров Греции сроком на четыре года. Суд состоит из Председателя Совета, 10 заместителей, 53 членов (судей), 56 ассоциированных советника (преподавателей права) и 50 помощников судей, все они должны быть выпускниками Национальной школы судей.

## Юрисдикция
Государственный Совет в Греции осуществляет свою юрисдикцию через Пленарные заседания или в шести правовых палатах (Α, Β, Γ, Δ, Ε и ΣΤ). Каждая из палат может состоять из пяти или семи членов. Юрисдикция пленарных заседаний определяется законом (Законодательный декрет 170/1973, статья 14), в то время как компетенция палат определяется законом и президентскими указами, предложенными министром юстиции после рассмотрения Советом.
К компетенции Государственного совета относится, в частности, следующее:
- отмена нормативных актов и решений административных органов власти вследствие нарушения ими закона или превышения властных полномочий;
- пересмотр решений нижестоящих административных судов;
- рассмотрение административных разногласий существенного порядка между государственными органами.

После внесения конституционной поправки 2001 года пленарное заседание (а не палаты) — единственный компетентный судебный орган, который может определять вопрос о законности принятых исполнительными органами власти административных актов. Пленарное заседание также компетентно рассматривать ходатайства в случаях: 
1. представляющих общий интерес, когда Президент Республики непосредственно обращается к Совету;
2. когда одна из палат обращается к Совету. Палаты могут направлять наиболее важные дела в Пленарную сессию, если вынесенное административным органом решение принято с превышением власти или в нарушении закона.

## Главы Государственного Совета
- Константинос Рактиван (1929—1935)
- Стамос Папафранкос (1935—1941)
- Панайотис Триантафиллакос (1941—1943)
- Панайотис Пулицас (1943—1951)
- Сотириос Солиотис (1951—1961)
- Харилаос Митрелиас (1961—1966)
- Михаил Стасинопулос (1966—1969)
- Александрос Димицас (1969—1974)
- Георгиос Марангопулос (1974—1976)
- Отон Кириакос (1976—1977)
- Николаос Буропулос (1977—1981)
- Ангелос Иатридис (1981—1983)
- Фемистоклис Курусопулос (1983—1988)
- Василиос Ротис (1988)
- Василиос Ботопулос (1988—1999)
- Христос Герарис (1999—2005)
- Георгиос Панайотопулос (2005 — 1 июля 2009[3])
- Панайотис Пикрамменос (1 июля 2009 — 17 мая 2012[4][1])
- Костас Менудакос (17 мая 2012 — 30 июня 2013)
- Сотириос Ризос (2013—2015)
- Николаос Сакеллариу (2015—2018)
- Катерина Сакелларопулу (2018—2020)
- Афанасиос Рантос (2020)
- Мэри Сарп (2020—2021)
- Деметриус Скальтсунес (2021—2022)
- Евангелия Ника (с 2022)